# Die Krone der Schöpfung
Die Krone der Schöpfung ist eine sinfonische Dichtung von Udo Jürgens mit den Berliner Philharmonikern. Jürgens komponierte das rund 16-minütige Werk mit einem Text von Thomas Christen unter der gemeinsamen Produktion von Peter Wagner. Der Titel erschien erstmalig 1999 auf seinem 44. Studioalbum Ich werde da sein.

## Inhalt
Die Krone der Schöpfung thematisiert u. a. den negativen Einfluss der Menschheit auf die Umweltkrise. Dabei wird auch das Konsumverhalten der Menschen kritisiert, die sich als die Krone der Schöpfung ansehen, aber nicht den Respekt und die hohe Verantwortung unserer Erde anerkennen und danach handeln.

## Entstehung und Veröffentlichung
Der Song entstand im Zeitraum von September 1998 bis Februar 1999 im Zuge des Albums Ich werde da sein.
Es wirkten die Berliner Philharmoniker unter der Leitung von Hermann Weindorf mit, außerdem die Streicher des deutschen Symphonieorchesters (Deutsche Oper Berlin), das Streichquartett Classica Viva sowie die Streicher des Wiener Symphonieorchesters, die Chöre The Blue Voices, der Kinderchor Flohhaufen sowie der Studiochor Wien. Mario Adorf steuerte einen Prolog bei, und Jenny Jürgens war bei einem Zwischenspiel zu hören.
Den Song komponierte Udo Jürgens zusammen mit dem Texter Thomas Christen, während sich Peter Wagner für die Produktion verantwortlich zeichnete.
Die Krone der Schöpfung erschien schließlich zusammen mit dem Album am 12. März 1999. Es ist mit rund 16 Minuten Spielzeit, Udo Jürgens längster Song.

## Liveaufführungen
Am 27. Juni 1999 feierte Die Krone der Schöpfung seine Live-Uraufführung innerhalb des von Thomas Gottschalk moderierten ZDF-Fernsehspecials Michael Jackson & Friends aus München. Neben Jürgens traten dort weitere deutsche Künstler vor dem eigentlichen Auftritt Michael Jacksons auf.
In den darauffolgenden Jahren spielte Jürgens den Song u. a. auf seinen Tourneen Udo 2000 – Mit 66 Jahren, da fängt das Leben an (2000/2001) oder Mitten im Leben (2014).

## Coverversionen
2015 entstand innerhalb der Sinfonic Rock Night der niedersächsischen Stadt Nordhorn eine von Brian Lüken gesungene und Ivo Weijmans bearbeitete Fassung zum Titel.
Der deutsche Liedermacher Gordon November coverte das Werk 2017 mit dem Städtischen Blasorchester Tuttlingen.
2022 spielte Das Große Blasorchester Schorndorf unter der Leitung von Kilian Heitzler das Werk.